# 伊格纳西奥·洛佩斯·塔尔索
伊格纳西奥·洛佩斯·塔尔索（西班牙語：Ignacio López Tarso，1925年1月15日—2023年3月11日，原名伊格纳西奥·洛佩斯·洛佩斯（西班牙語：Ignacio López López），墨西哥舞台、电影和电视剧演员，拥有大约50部电影、多部纪录片及一部短片故事电影作品。他于1973年凭借1961年的电影《白玫瑰》夺得阿里尔最佳男演员奖，并在2007年获得金阿里尔终身成就奖，去世前是少数在世的墨西哥電影黃金時代演员之一。

## 早年生活
塔尔索生于墨西哥城，他的父母都来自瓜納華托州，互为表兄妹关系。由于父亲工作上的原因，塔尔索的童年曾在数个城市度过，包括韦拉克鲁斯、埃莫西约、纳沃华和瓜达拉哈拉。其中他在大约八九岁时住在瓜达拉哈拉，他的父母带他去看了一场演出，使他对表演产生了兴趣。
中学时期的塔尔索主要在墨西哥州的巴耶德布拉沃生活。虽然家中的经济情况限制了他的高中教育，但塔尔索仍通过参加神学院课程延续了学业。在神学院的日子里，塔尔索参加了一名来自美国的牧师组织的节目表演，还读到了很多口头诗歌和洛佩·德·维加、佩德罗·卡尔德隆·德·拉·巴尔卡等人的经典戏剧作品。
塔尔索于20岁时赴克雷塔罗服兵役，此后在军队里待了大约一年。除此之外，他亦有到韦拉克鲁斯和蒙特雷服役，并最终被升到军士长级别。虽然塔尔索很喜欢军队里的纪律，但在服役完后，他并没有选择入读军校。
塔尔索曾经给墨西哥城的一家服装公司当过销售代理。他一直渴望能到美国工作，后来成功被美熹德的一个橙树园录用，然而他在刚工作几天后就不幸从树上跌下，造成脊椎受伤，此后他回到墨西哥城接受治疗，最终于大约一年后康复。

## 戏剧演出

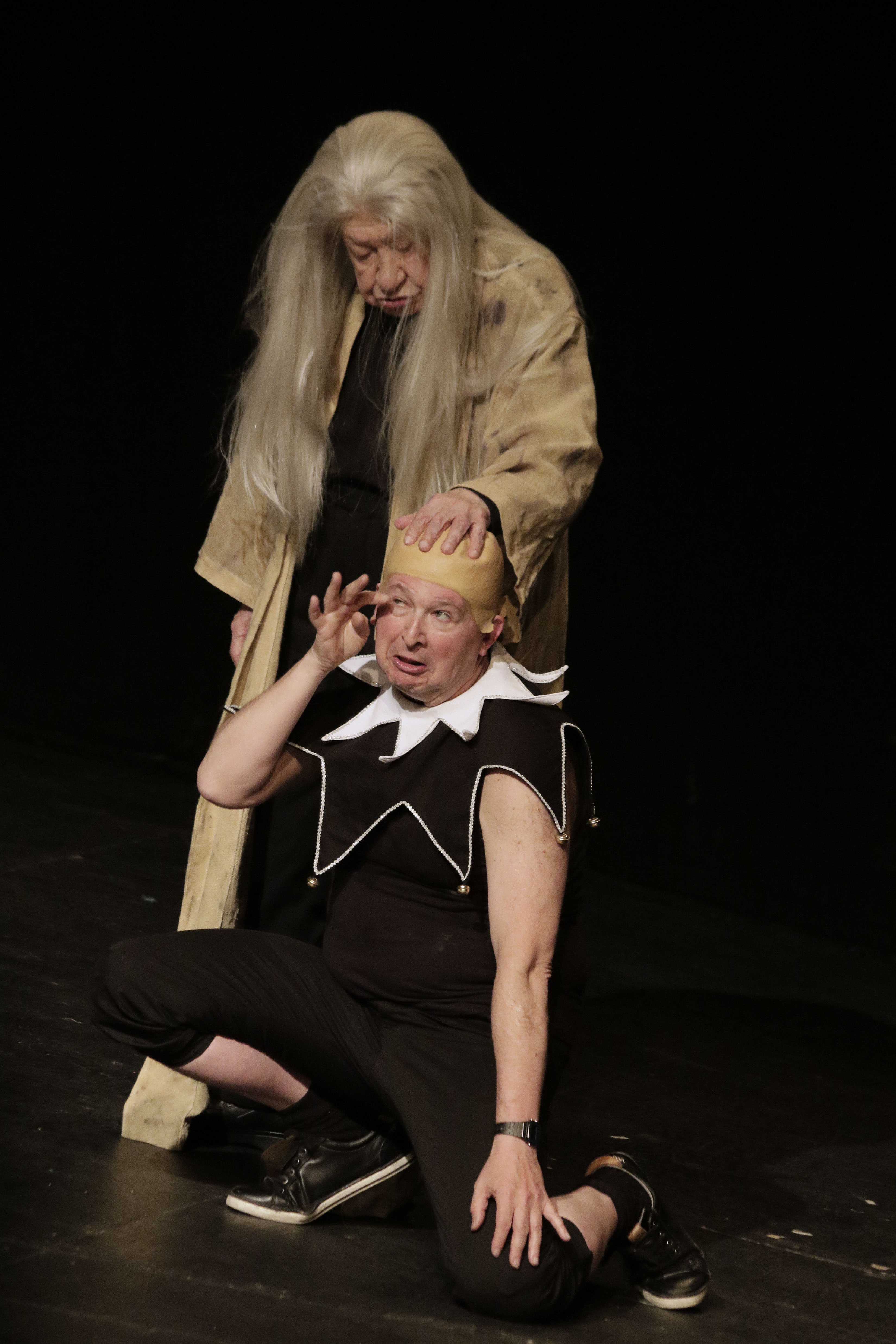
2019年8月一场戏剧中戴着假发的塔尔索

塔尔索在疗伤时读了很多关于诗歌和戏剧的书籍，渐渐迷上了作家哈维尔·维拉鲁迪亚。康复后，塔尔索获悉维拉鲁迪亚正在墨西哥城的艺术宫教授戏剧，遂前往拜访，他最开始的目的只是为了拿到维拉鲁迪亚的亲笔签名，但最终维拉鲁迪亚向塔尔索发出了听课邀请。几天后，24岁的塔尔索正式进入了戏剧学院。后来维拉鲁迪亚造访塔尔索并与他商量艺名事宜，塔尔索便把“洛佩斯·洛佩斯”改成了“洛佩斯·塔尔索”，“塔尔索”来源于土耳其城市塔尔苏斯的西班牙语，该地为使徒保罗的家乡；同时墨西哥城内也有一个同名城市，且塔尔索曾经居住过一段时间。除了维拉鲁迪亚之外，塔尔索跟随过的老师还有萨尔瓦多·诺沃、克莱门蒂娜·奥特罗、塞莱斯蒂诺·戈罗斯蒂扎等其他多位戏剧大师。
塔尔索一生出演过一百多部戏剧作品，其中第一部正式作品为1951年加森·卡宁的《绛帐海棠春》。他还演过几部莎士比亚的作品，包括《仲夏夜之梦》、《马克白》、《奥赛罗》和《李尔王》等。其他作品则包括亞瑟·米勒的《萨勒姆的女巫》、索福克勒斯的《伊底帕斯王》和《伊底帕斯在柯隆納斯》、欧里庇得斯的《希波吕托斯》、费尔南多·德·罗哈斯的《塞莱斯蒂娜》、埃德蒙·罗斯丹的《大鼻子情圣》、莫里哀的《吝啬鬼》、洛佩·德·维加的《El villano en su rincón》、佩德罗·卡尔德龙·德拉巴尔卡的《萨拉梅雅市长》、欧仁·尤内斯库的《国王死去》、彼得·谢弗的《马》等。除上述作家以外，塔尔索还参演过胡安娜·伊内斯·德·拉·克鲁兹、米格尔·德·塞万提斯、纪廉·德·卡斯特罗、雨果·阿圭勒斯、埃米利奥·卡巴里多、拉蒙·德尔巴列-因克兰等人的作品。虽然他大部分出演的都是正剧，但也在2014年和2015年搭档塞尔吉奥·科罗纳出演过卡洛斯·格罗斯蒂萨的一部二人喜剧作品。

## 电影演出
塔尔索的第一部电影作品是1954年的《La desconocida》，他在片中只扮演了一个小角色，这一度使他觉得无望往电影方向发展。
1960年，塔尔索在《马卡里奥》中扮演了电影标题的同名角色，该片由罗伯托·加瓦尔登导演，是一部以亡灵节为背景的超自然题材作品，上映当年获第13屆坎城影展展出，亦是第一部获得奥斯卡最佳外语片奖提名（1961年）的墨西哥语电影，塔尔索也凭借该片在1960年的旧金山国际电影节上获得了金门奖（Golden Gate Award）最佳男演员奖，1963年，塔尔索又凭借《纸人》再次夺得该奖项。

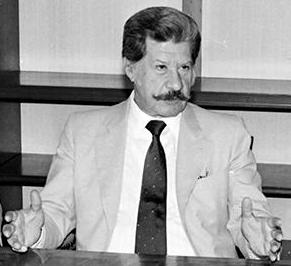
1986年的塔尔索

1961年，塔尔索参演了加瓦尔登的另一部电影《黑玫瑰》。由于政治因素，该片直到1972年才得以上映，而塔尔索则在第二年凭借该片获得了阿里尔奖。塔尔索的其他重要作品还包括1963年的《Cri Cri, el grillito cantor》、1969年的《La vida inútil de Pito Pérez》、1972年的《The prophet Mimi》、1973年的《Rapiña》、1976年的《砖瓦工》等。
作为墨西哥电影黄金时代的演员之一，塔尔索参演过50多部电影，合作过的演员包括多洛雷丝·德尔里奥、玛丽亚·费利克斯、玛格·洛佩兹、卡洛斯·洛佩斯·蒙特苏马、艾尔莎·阿吉雷、路易斯·阿吉拉尔、凯蒂·胡拉多、伊拉塞玛·迪利安、佩德罗·阿门达里斯、埃米利奥·费尔南德斯等。
除了电影之外，塔尔索还拥有20多部电视剧作品以及六张歌颂墨西哥革命的科里多音乐专辑。他亦是各种与表演或电影行业有关的组织或工会成员之一。1988年至1991年间，他代表革命制度党担任了墨西哥城第八选区的众议院议员。

## 个人生活
塔尔索的妻子名叫克拉拉·阿兰达（Clara Aranda），于2000年去世，两人育有三个孩子，其中包括同是演员的胡安·伊格纳西奥·阿兰达Juan Ignacio Aranda）。
塔尔索的大肠和小肠分别长有一个肿瘤和一个息肉，他于2016年5月22日通过手术切除，不过后来又因病情严重而被送入加護病房。
2023年3月初，塔尔索因肺炎和肠道阻塞而住院。3月11日，塔尔索于墨西哥城去世。